# Pío Corcuera
Pío Sixto Corcuera (Buenos Aires, 17 luglio 1921 – 22 novembre 2011) è stato un calciatore argentino.

## Carriera
Entrò nelle giovanili del Boca Juniors nel 1938 a 17 anni dopo che un osservatore lo notò mentre giocava al Parque Centenario di Buenos Aires.
Fece il suo debutto ufficiale il 22 giugno 1941 nella partita disputata contro il San Lorenzo segnando una delle due reti del Boca che poi perse per 3-2. Corcuera scese in campo al posto dell'infortunato Jaime Sarlanga.
Con gli xeneizes giocò otto stagioni vincendo per due volte il campionato negli anni 1943 e 1944.
Disputò la sua ultima gara con il Boca il 23 gennaio 1949, un'amichevole giocata contro il Racing Avellaneda e persa per 3-2.
Con la maglia del Boca realizzò 132 reti in tutte le competizioni, di cui 98 in partite ufficiali (80 in gare di campionato), ed è l'ottavo miglior marcatore della storia del club. Prese parte e segnò nelle due vittorie più larghe della storia del Boca in epoca professionistica, 11-1 sul Tigre del 7 giugno 1942 (1 gol) e 10-1 sul Chacarita Juniors del 5 settembre 1943 (4 gol).
Nel 1949 si trasferì al Gimnasia La Plata dove giocò tre stagioni. Esordì con la nuova maglia il 29 maggio 1949 nella partita disputata contro il Banfield, la settimana seguente segnò la prima rete contro l'Huracán. Nel 1951, a seguito della retrocessione della squadra giunta ultima nella Primera División, decise di ritirarsi dal calcio a soli 29 anni. Con la squadra di La Plata mise a segno 24 gol in tre campionati.

## Statistiche

### Presenze e reti nei club
| Stagione         | Squadra           | Campionato       | Campionato | Campionato | Coppe nazionali | Coppe nazionali | Coppe nazionali | Coppe continentali | Coppe continentali | Coppe continentali | Altre coppe | Altre coppe | Altre coppe | Totale | Totale |
| Stagione         | Squadra           | Comp             | Pres       | Reti       | Comp            | Pres            | Reti            | Comp               | Pres               | Reti               | Comp        | Pres        | Reti        | Pres   | Reti   |
| ---------------- | ----------------- | ---------------- | ---------- | ---------- | --------------- | --------------- | --------------- | ------------------ | ------------------ | ------------------ | ----------- | ----------- | ----------- | ------ | ------ |
| 1941             | Boca Juniors      | PD               | 5          | 1          | -               | -               | -               | -                  | -                  | -                  | -           | -           | -           | 5      | 1      |
| 1942             | Boca Juniors      | PD               | 19         | 10         | -               | -               | -               | -                  | -                  | -                  | -           | -           | -           | 19     | 10     |
| 1943             | Boca Juniors      | PD               | 26         | 13         | PPR+ESC         | 1+1             | 1+1             | -                  | -                  | -                  | -           | -           | -           | 28     | 15     |
| 1944             | Boca Juniors      | PD               | 28         | 16         | PPR+BRIT        | 1+3             | 1+2             | -                  | -                  | -                  | -           | -           | -           | 32     | 19     |
| 1945             | Boca Juniors      | PD               | 29         | 11         | PPR+BRIT        | 3+2             | 1+3             | -                  | -                  | -                  | CONF        | 2           | 1           | 36     | 16     |
| 1946             | Boca Juniors      | PD               | 29         | 13         | BRIT            | 4               | 3               | -                  | -                  | -                  | CONF        | 2           | 4           | 35     | 20     |
| 1947             | Boca Juniors      | PD               | 23         | 11         | IBA+ESC         | 1+1             | 1+0             | -                  | -                  | -                  | -           | -           | -           | 25     | 12     |
| 1948             | Boca Juniors      | PD               | 7          | 5          | -               | -               | -               | -                  | -                  | -                  | -           | -           | -           | 7      | 5      |
| Totale Boca Jrs. | Totale Boca Jrs.  | Totale Boca Jrs. | 166        | 80         |                 | 17              | 13              |                    | -                  | -                  |             | 4           | 5           | 187    | 98     |
| 1949             | Gimnasia La Plata | PD               | 19         | 11         | -               | -               | -               | -                  | -                  | -                  | -           | -           | -           | 19     | 11     |
| 1950             | Gimnasia La Plata | PD               | 26         | 9          | -               | -               | -               | -                  | -                  | -                  | -           | -           | -           | 26     | 9      |
| 1951             | Gimnasia La Plata | PD               | 20         | 4          | -               | -               | -               | -                  | -                  | -                  | -           | -           | -           | 20     | 4      |
| Totale Gimnasia  | Totale Gimnasia   | Totale Gimnasia  | 65         | 24         |                 | -               | -               |                    | -                  | -                  |             | -           | -           | 65     | 24     |
| Totale Carriera  | Totale Carriera   | Totale Carriera  | 231        | 104        |                 | 17              | 13              |                    | -                  | -                  |             | 4           | 5           | 252    | 122    |

## Palmarès
- Campionato argentino: 2

Boca Juniors: 1943, 1944
- Copa Ibarguren: 1

Boca Juniors: 1944
- Copa de Competencia Británica George VI: 1

Boca Juniors: 1946
- Copa de Confraternidad Escobar - Gerona: 2

Boca Juniors: 1945, 1946